# SummerSlam (1988)
SummerSlam (1988) — первое в истории шоу SummerSlam, PPV-шоу производства World Wrestling Federation (WWF, ныне WWE). Шоу прошло 29 августа 1988 года в «Мэдисон-сквер-гарден» в Нью-Йорке, Нью-Йорк, США.
Шоу состояло из десяти матчей по рестлингу. Предварительные матчи включали защиту титула интерконтинентальным чемпионом WWF Хонки-тонк Меном против неожиданного претендента, которым оказался Последний воин. Последний воин выиграл матч всего за 31 секунду, завершив 14-месячное чемпионство Хонки-тонк Мена, самое долгое интерконтинентальное чемпионство в истории. Главным событием был матч между «Мега силами» (Халк Хоган и Рэнди Сэвидж) и их давними соперниками «Мега баксами» (Тед Дибиаси и Андре Гигант). Хоган и Сэвидж выиграли матч после того, как Мисс Элизабет, менеджер Сэвиджа, отвлекла Андре и Дибиаси, сняв юбку, чтобы показать свои трусики.

## Результаты
| №                                      | Матч | Тип матча                                                      | Время |
| -------------------------------------- | --- | -------------------------------------------------------------- | ----- |
| 1                                      | «Британские бульдоги» (Британский бульдог и Динамит Кид) против «Невероятных Ружо» (Жак и Раймонд), без результата                               | Командный поединок                                             | 20:00 |
| 2                                      | Бэд Ньюз Браун победил Кена Патеру | Одиночный поединок                                             | 06:33 |
| 3                                      | Рик Руд победил Помойного пса по дисквалификации                                                                                                 | Одиночный поединок                                             | 06:18 |
| 4                                      | «Сила Боли» (Варвар и Варлорд) (с Бароном) победила «Большевиков» (Борис Жуков и Николай Волков) (со Сликом)                                     | Командный поединок                                             | 05:27 |
| 5                                      | Последний воин победил Хонки-тонк Мена (c) (с Джимми Хартом).                                                                                    | Одиночный поединок за титул Интерконтинентального чемпиона WWF | 00:31 |
| 6                                      | Дино Браво (с Френчи Мартином) победил Дона Мурако                                                                                               | Одиночный поединок                                             | 05:28 |
| 7                                      | «Разрушение» (Акс и Смэш) (c) (с Мистером Фуджи и Джимми Хартом) победило «Основание Хартов» (Брет Харт и Джим Нейдхарт)                         | Командный поединок за титул Командных чемпионов WWF            | 09:49 |
| 8                                      | Биг Босс Мен (со Сликом) победил Коко Би Вэйра                                                                                                   | Одиночный поединок                                             | 05:57 |
| 9                                      | Джейк Робертс победил Геркулеса | Одиночный поединок                                             | 10:06 |
| 10                                     | «Мега-силы» (Халк Хоган и Рэнди Сэвидж) (с Мисс Элизабет) победила «Корпорацию денег» (Тед Дибиаси и Андре Гигант) (с Бобби Хинаном и Вирджилом) | Командный поединок со специальным рефери Джесси Вентурой       | 13:57 |
| (с) —означает чемпиона на начало матча | |                                                                |       |